# Xcel Energy
Xcel Energy Inc. (NASDAQ: XEL

) er et amerikansk energiselskab, der er baseret i Minneapolis, Minnesota. De forsyner 3,7 mio. elektricitetskunder og 2,1 mio. naturgaskunder i otte amerikanske delstater (Colorado, Minnesota, Wisconsin, Michigan, North Dakota, South Dakota, Texas og New Mexico). De har fire datterselskaber: Northern States Power-Minnesota, Northern States Power-Wisconsin, Public Service Company of Colorado og Southwestern Public Service Co.
Xcel producerer deres elektricitet på vindkraft, vandkraft, kernekraft og termisk energi.